# Coprosma rigida
Coprosma rigida är en måreväxtart som beskrevs av Thomas Frederic Cheeseman. Coprosma rigida ingår i släktet Coprosma och familjen måreväxter. Inga underarter finns listade i Catalogue of Life.